# 鲁特 (科尔多瓦省)
鲁特，是西班牙安达卢西亚自治区科尔多瓦省的一个市镇。总面积132平方公里，总人口10012人（2001年），人口密度76人/平方公里。